# シュテファン・モクラーニャッツ
シュテファン・ストヤノヴィッチ・モクラーニャッツ（セルビア語: Стеван Стојановић Мокрањац；英語: Stevan Stojanović Mokranjac、1856年1月9日ネゴティン - 1914年スコピエ）は、セルビアの作曲家。教育者として多くの演奏家を育てセルビアにおける演奏技術の向上に貢献するとともに、セルビアの民族音楽の収集と発展に努め、セルビアの音楽学の基礎を築いた。また、多くの正教会の聖歌を作曲してもいる。

## 生涯
1856年、ネゴティン（Negotin）に生まれる。彼の両親の生誕地から、二番目の姓「モクラーニャッツ」（「モクラニェの住人」の意）を名乗るようになる。ベオグラードのギムナジウムを卒業すると、ベオグラード高等学校（現在の大学に相当）の自然科学・数学科に入学した。1879年にミュンヘンに行き、そこでヨーゼフ・ラインベルガーに師事して音楽を学ぶ。その後少ししてからローマでパリッツォティに師事して勉学を続けた。1884年にセルビアに戻り、ベオグラードのコルネリイェ・スタンコヴィッチ合唱団の指揮者を短期間務めた。
1885年から1887年までドイツのライプツィヒで音楽を学ぶ。1887年にセルビアに帰国し、ベオグラード合唱団の指揮者となった。1887年から1900年にかけて、ベオグラードのギムナジウムで音楽を教え、1901年にはボゴソロヴィヤ（ベオグラード神学大学）に移り、そこで聖歌を教えた。
1899年には、スタニスラヴ・ビニチュキ（Stanislav Binički）とツヴェトコ・マノイロヴィッチ（Cvetko Manojlović）とともに、セルビアで初めての独立した音楽学校であるセルビア音楽学校をベオグラードに設立した。モクラーニャッツは以後永眠するまで、学校の監督にあたった。現在、この学校は彼の名が冠されている。モクラーニャッツは書かれざる民謡につき、多くの記譜を行った。
1914年、シュテファン・モクラーニャッツはマケドニアのスコピエで永眠した。58歳。
毎年、彼の生まれたネゴティンでは、彼の栄誉を記念してMokranjčevi dani（モクラーニャッツの日）に音楽祭が開かれる。ネゴティンにはモクラーニャッツの博物館もある。また、セルビアの50ディナール紙幣にはヴァイオリンが傍にあしらわれたモクラーニャッツの肖像が使用されている。

## 作品
数々の民謡の記譜や編曲の他、正教会聖歌を多数作曲している。
- 聖金口イオアン聖体礼儀（全曲）
- "Opelo"（パニヒダ全曲、1888年）